# Tricorythodes primus
Tricorythodes primus är en dagsländeart som beskrevs av Baumgardner 2007. Tricorythodes primus ingår i släktet Tricorythodes och familjen Leptohyphidae. Inga underarter finns listade i Catalogue of Life.